# John Cheever

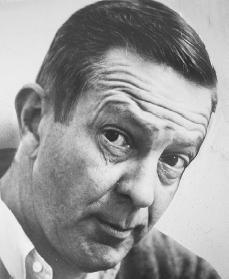
John Cheever

John Cheever (* 27. Mai 1912 in Quincy, Massachusetts; † 18. Juni 1982 in Ossining, New York) war ein US-amerikanischer Schriftsteller.

## Leben
Cheever wurde durch seine zunächst im New Yorker veröffentlichten Kurzgeschichten bekannt, für die er 1979 den Pulitzer-Preis erhielt. Wie in seinen Romanen (für The Wapshot Chronicle war er bereits 1958 mit dem National Book Award und 1965 mit der William-Dean-Howells-Medaille ausgezeichnet worden) befasste er sich zumeist mit dem doppelbödigen Leben in den amerikanischen Vororten (daher sein Beiname „Tschechow der Vorstädte“) sowie mit den Themen Alkohol und Homosexualität. Er pflegte einen konventionell-eleganten Stil, zeichnete sich aber durch seine Vorliebe für Mythos und Phantastik aus. In einer Reihe seiner Erzählungen fungiert Italien als Schauplatz, so in The World of Apples, einer ironischen Geschichte über einen verkannten Poeten aus der amerikanischen Provinz, den Italiens Kultur und Natur nicht zu inspirieren vermag.
Cheever, von seinem Kollegen John Updike auf eine Stufe mit William Faulkner gestellt und von Gegenwartsautoren wie Jonathan Franzen oder T. C. Boyle als Vorbild genannt, galt in den USA lange als skandalfreier, gesellschaftlich hoch anerkannter Schriftsteller. Erst in seinen letzten Jahren wurden nähere Einzelheiten über seine massiven Alkoholprobleme, seine Bisexualität und seine unglückliche Ehe bekannt.
In prekären Verhältnissen aufgewachsen und zu Beginn seiner Karriere lange von der Hand in den Mund lebend, hat Cheever stets ein Mittelstandsleben angestrebt. Dies gelang ihm mit zunehmendem Erfolg, so dass er 1956 ein Farmhaus in der Kleinstadt Ossining bei New York kaufen konnte, in dem er bis zu seinem Tod lebte. Es befand sich in 197 Cedar Lane. Von nun an sezierte er das Leben in den Vororten, wie er selbst es führte, mit großem Scharfblick. In satirischer Form warf er einen Blick hinter die Fassade der dort zur Schau gestellten Wohlanständigkeit und zeigte, dass sich hinter den kurzgeschorenen Rasenflächen, den immergleichen Vorgärten und Häusern eine gewaltige Leere auftat, die mit Alkohol, Partnertausch und Intoleranz gegenüber allem Fremden gefüllt wurde. Stets wird auch seine innere Zerrissenheit deutlich zwischen dem Wunsch dazuzugehören, und der Erkenntnis, wie verlogen dieses Leben war. Doch in seinen Geschichten – auch seine Romane sind oft eher eine Ansammlung brillant erzählter Short Storys – war und blieb Cheever ein witziger, vor Einfällen übersprudelnder, stilistisch hervorragender Erzähler. Dies gilt sowohl für die beiden Wapshot-Romane, eine moderne Schelmengeschichte mit tragisch-elegischem Ausgang, als auch für Bullet Park, in der das Leben der beiden Hauptfiguren Paul Hammer und Eliot Nailles, wie ihre Namen bereits ahnen lassen, auf fatale Weise miteinander verknüpft ist, und für den späten Gefängnisroman Falconer. Was all das mit Cheevers eigenem Leben zu tun hat, lässt sich am besten in Cheevers Tagebüchern verfolgen, die (wegen eines Umfangs von über 20.000 Manuskriptseiten) nur auszugsweise veröffentlicht bzw. übersetzt wurden, sich aber wie ein spannender Roman lesen.
1966 wurde Cheever in die American Academy of Arts and Sciences gewählt. 1982, mehrere Jahre, nachdem er dem Alkohol endgültig abgeschworen hatte, erhielt Cheever für sein Gesamtwerk die Nationalmedaille der American Academy of Arts and Letters, deren Mitglied er seit 1957 war. Sechs Wochen später erlag er, drei Wochen nach seinem 70. Geburtstag, einem langjährigen Krebsleiden. Sein letzter Kurzroman Oh What a Paradise It Seems entstand, als Cheever bereits schwer an Krebs erkrankt war, und wurde drei Monate vor seinem Tod veröffentlicht.
Cheever war seit 1941 mit Mary Winternitz (1918–2014) verheiratet. Die beiden hatten drei Kinder. Seine Tochter Susan Cheever (* 1943) wurde vor allem durch ihre Bücher über das Alkoholproblem in den USA bekannt. Sie lehrte an der New School in New York City.

## Zitate
„Niemand hat je so geschrieben wie John Cheever in seinem Journal“

## Trivia
Cheever arbeitete bevorzugt in Unterwäsche und hielt eine Erektion für konzentrationsfördernd:

„Mit einem erregten Penis kann ich sogar die kleinen Buchstaben in der Bibel lesen.“

In der US-Sitcom Seinfeld wird in der Folge „Die Liebesbriefe“/„The Cheever Letters“ (Staffel 4) auf die Bisexualität von John Cheever Bezug genommen. Es stellt sich heraus, dass der Vater von George Costanzas Freundin Susan Ross eine sexuelle Beziehung mit Cheever hatte.

## Werke
Erzählungsbände:
- The Way Some People Live. 1943
- The Enormous Radio and Other Stories. 1953
- (mit Jean Stafford, Daniel Fuchs, William Maxwell) Stories. 1956
- The Housebreaker of Shady Hill and Other Stories. 1958
- Some People, Places and Things That Will Not Appear In My Next Novel. 1961
- The Brigadier and the Golf Widow. 1964
- The World of Apples. 1973
- The Stories of John Cheever. Knopf, New York 1978, ISBN 0-394-50087-3
  - deutsche Auswahl: Der Schwimmer. Rowohlt, Reinbek 1995, ISBN 3-499-13326-1 (Deutsch von Lore Fiedler)
  - deutsche Auswahl: Marcie Flints Schwierigkeiten. Rowohlt, Reinbek 1997, ISBN 3-499-22164-0 (Deutsch von Lore Fiedler, Jürgen Manthey und Karin Polz)
  - deutsche Auswahl: Der Schwimmer. DuMont Buchverlag, Köln 2009, ISBN 978-3-8321-8031-7 (Deutsch von Thomas Gunkel)
- Thirteen Uncollected Stories. Academy Chicago, Chicago 1994, ISBN 0-89733-405-1
- Collected Stories and Other Writings. Library of America, New York 2009, ISBN 978-1-59853-034-6
- A vision of the world : selected short stories; selected and with introduction by Julian Barnes, London : Vintage Classics, 2021, ISBN 978-1-78487-582-4

Romane:
- The Wapshot Chronicle. Harper & Bros., New York 1957
  - deutsche Ausgabe: Die lieben Wapshots. Rowohlt, Hamburg 1958 (Deutsch von Arno Dohm)
  - deutsche Ausgabe: Die Geschichte der Wapshots. DuMont Buchverlag, Köln 2007, ISBN 978-3-8321-8007-2 (Deutsch von Thomas Gunkel)
- The Wapshot Scandal. Harper & Row, New York 1964
  - deutsche Ausgabe: Die schlimmen Wapshots. Rowohlt, Reinbek 1967 (Deutsch von Paul Baudisch)
  - deutsche Ausgabe: Der Wapshot-Skandal. DuMont Buchverlag, Köln 2008, ISBN 978-3-8321-8030-0 (Deutsch von Thomas Gunkel)
- Bullet Park. Knopf, New York 1969
  - deutsche Ausgabe: Die Bürger von Bullet Park. Rowohlt, Reinbek 1975, ISBN 3-499-11853-X (Deutsch von Kurt Wagenseil)
  - deutsche Ausgabe: Die Lichter von Bullet Park. DuMont Buchverlag, Köln 2011, ISBN 978-3-8321-8068-3 (Deutsch von Thomas Gunkel)
- Falconer. Knopf, New York 1977. ISBN 0-394-41071-8
  - deutsche Ausgabe: Falconer. Droemer Knaur, München 1978, ISBN 3-426-08909-2 (Deutsch von Dieter Dörr)
  - deutsche Ausgabe: Willkommen in Falconer. DuMont Buchverlag, Köln 2012. ISBN 978-3-8321-8069-0 (Deutsch von Thomas Gunkel)
- Oh What a Paradise It Seems. Knopf, New York 1982, ISBN 0-394-51334-7
  - deutsche Ausgabe: Kein schöner Land …  Volk & Welt, Berlin 1984 (Deutsch von Reinhild Böhnke)
  - deutsche Ausgabe: Ach, dieses Paradies. DuMont Buchverlag, Köln 2013, ISBN 978-3-8321-9691-2 (Deutsch von Thomas Gunkel)
- Complete Novels. Library of America, New York 2009, ISBN 978-1-59853-035-3

Briefe und Tagebücher:
- The Letters of John Cheever. Simon and Schuster, New York 1988, ISBN 0-671-62873-9
- The Journals of John Cheever. Knopf, New York 1991, ISBN 0-394-57274-2
  - deutsche Ausgabe: Tagebücher. Rowohlt, Reinbek 1994, ISBN 3-498-00896-X

## Verfilmungen (Auswahl)
- 1968: Der Schwimmer (The Swimmer)